# Puig dels Eixuts
El Puig dels Eixuts és una muntanya de 800 metres que es troba al municipi de Lluçà, a la comarca d'Osona.
A la muntanya hi ha el Mas Puig dels Eixuts, una antiga masia propietat del fons voltor Blackstone que actualment és un projecte ecosocial comunitari.